# École nationale supérieure d'architecture de Clermont-Ferrand
 (avril 2019).
L'École Nationale Supérieure d'Architecture de Clermont-Ferrand (ENSACF) est l'une des vingt-et-une écoles d'architecture dépendant du ministère de la Culture en France.
Avec 80 enseignants et trente agents administratifs, elle accueille chaque année environ 600 étudiants.

## Histoire

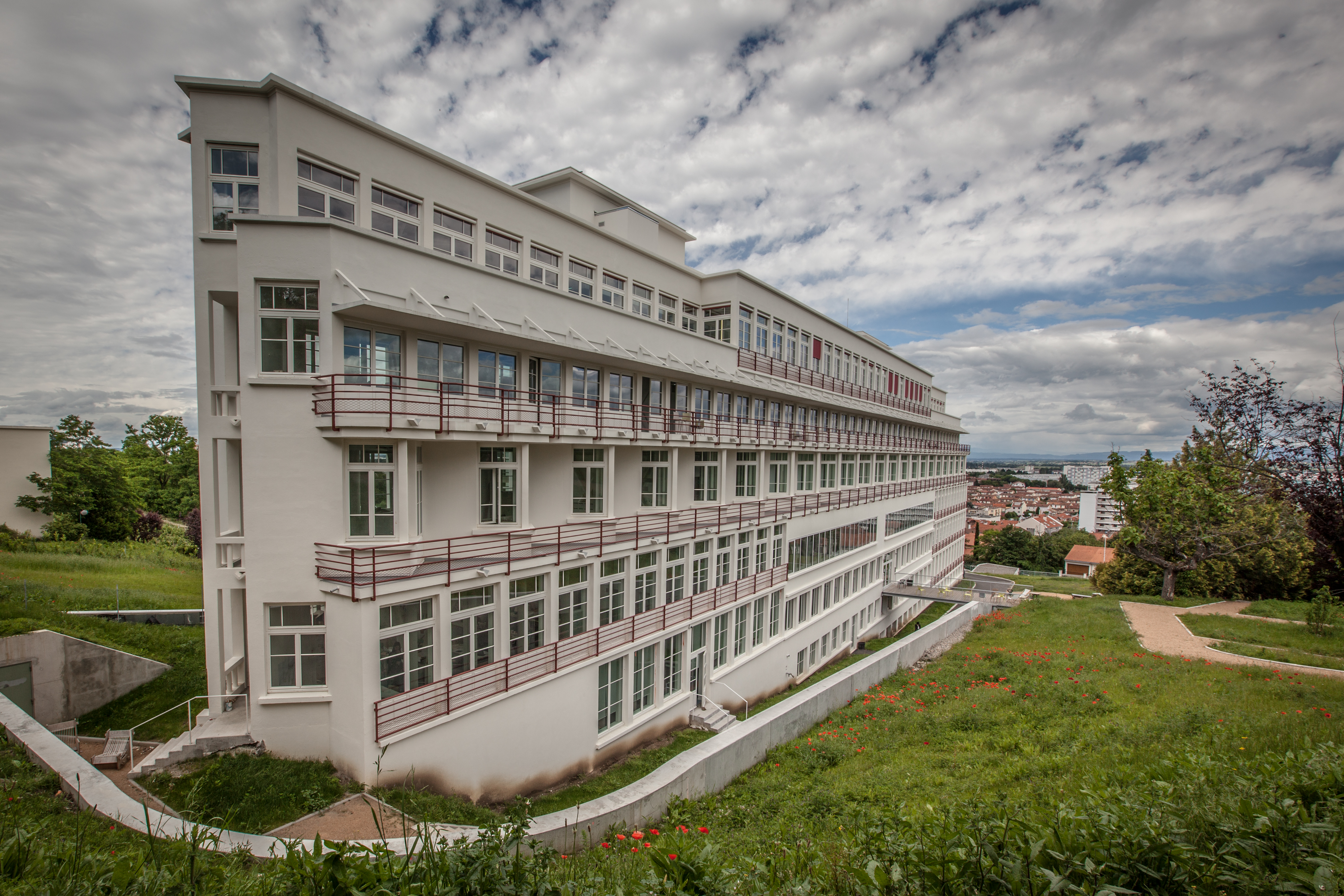
Vue arrière de l'école

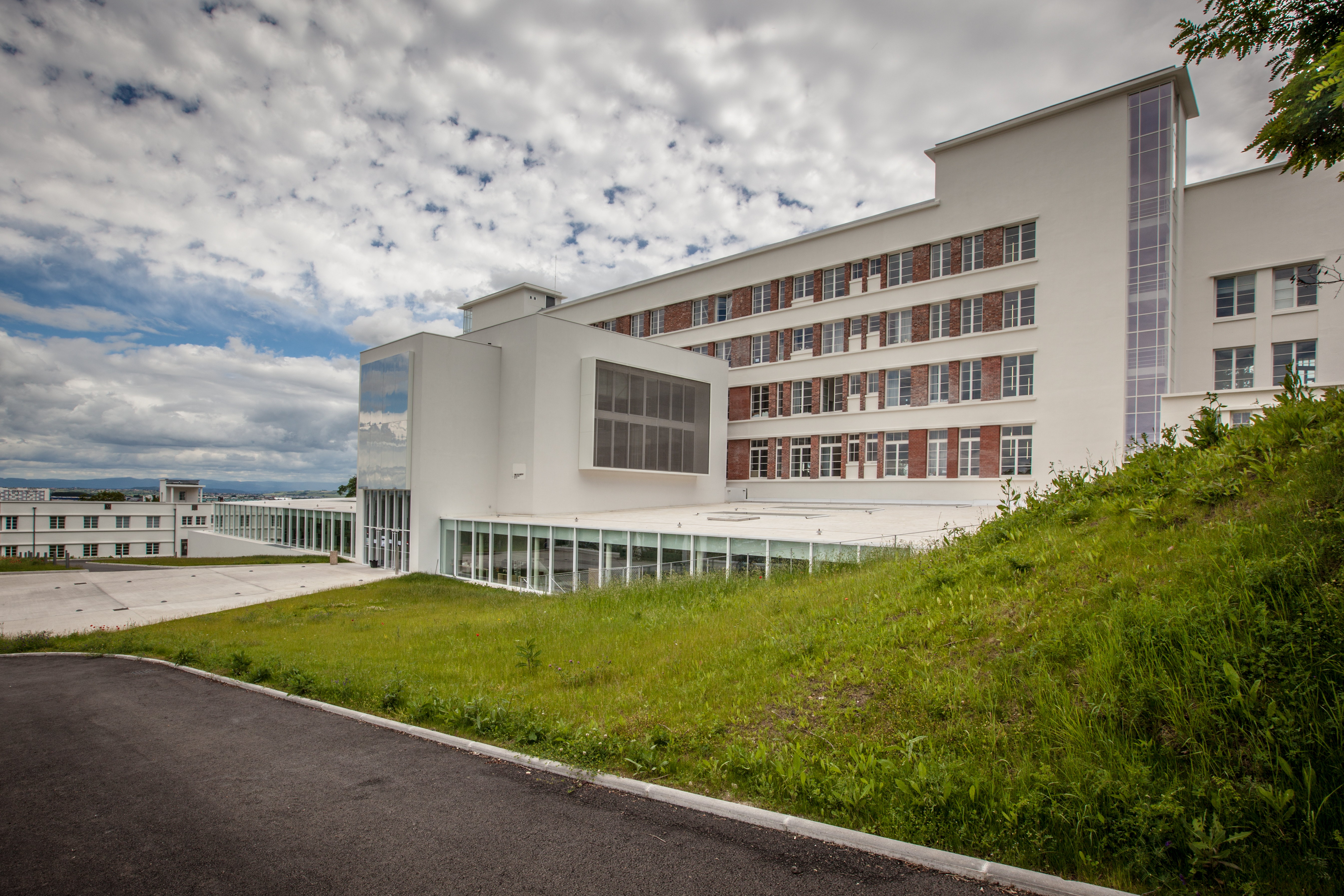
Parvis

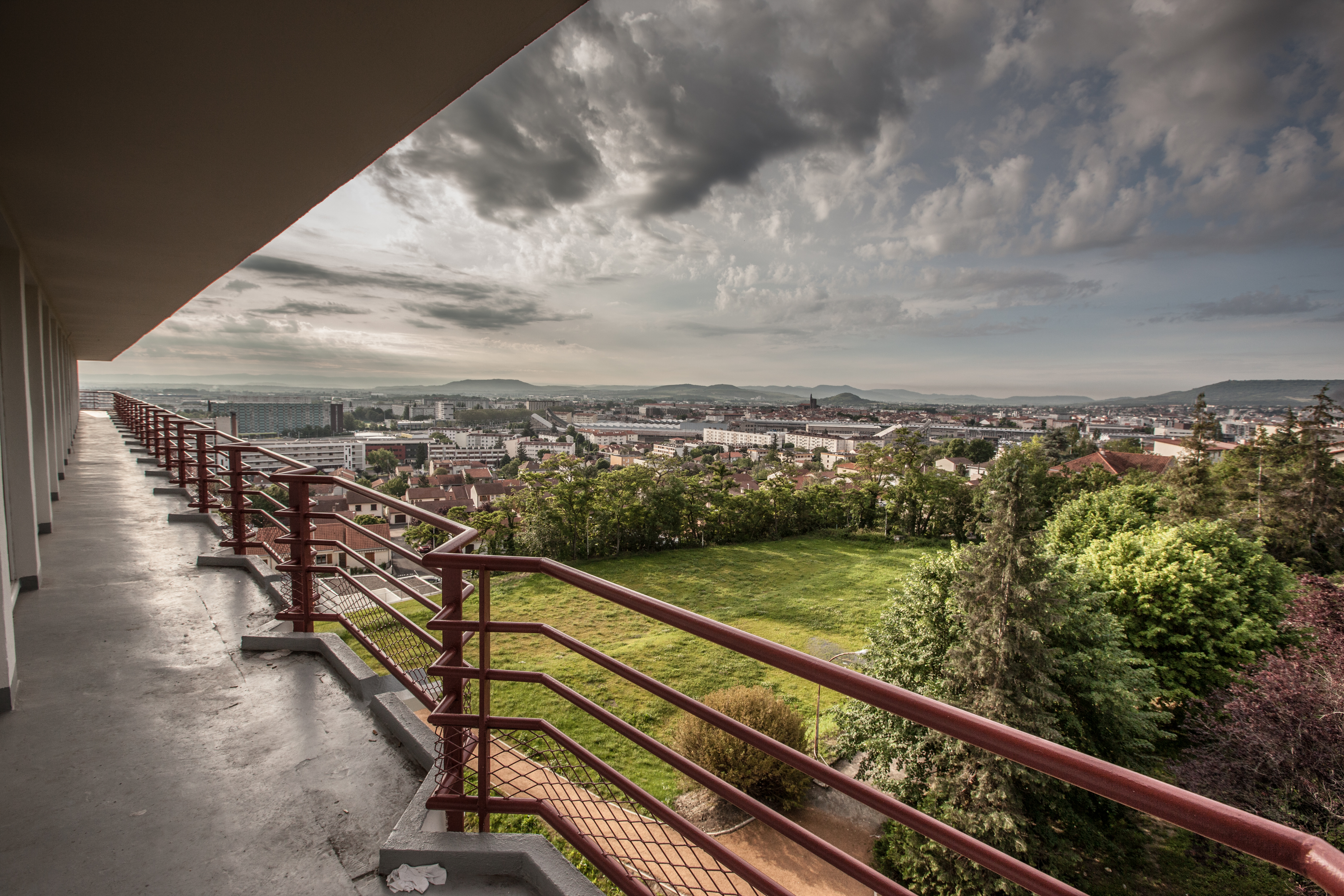
Vue des balcons

L'école d'architecture de Clermont-Ferrand est fondée en 1970 sous la forme d'une unité pédagogique autonome. Son directeur actuel est Olivier Malclès.
De 1980 à 2015, elle occupait l'ancien bâtiment de l'École nationale supérieure de chimie de Clermont-Ferrand, situé à proximité du centre-ville, dans le quartier universitaire. La partie la plus ancienne de l'école fut bâtie en 1908. L'école était reconnaissable à sa tour de verre datant de 1970. La Halle de l'école où avaient lieu divers événements, expositions, ateliers, soirées, est en fait l'ancien toit de la gare de Brioude.
Lors de la rentrée de septembre 2015, l'école s'installe au nord de Clermont-Ferrand, dans l'ancien hôpital-sanatorium Sabourin. Ce dernier a été réhabilité par les architectes Dominique Lyon et Pierre Du Besset.
En février 2025, la ministre de la culture Rachida Dati, dans le cadre d'une nouvelle Stratégie nationale pour l'Architecture (SNA-2), annonce qu'une formation post-master par le réseau Perspectives rurales sera mise en place dans l'école pour lutter contre les « déserts architecturaux » en milieu rural.

## Directeurs de l'école
| Mandat    | Directeur       |
| --------- | --------------- |
| 1970-1991 | Daniel Dujardin |
| 1991-1997 | Jacques Faye    |
| 1997-2003 | Didier Rebois   |
| 2003-2004 | Alain Derey     |
| 2004-2014 | Paul Léandri    |
| 2014-2019 | Agnès Barbier   |
| 2019-2025 | Simon Teyssou   |
| 2025-     | Olivier Malclès |

## Cursus
L'enseignement en architecture se décompose en trois cycles d'études.
Le premier cycle conduit au diplôme d'étude en architecture (DEEA) qui équivaut au grade universitaire de licence. Il a pour objet l'initiation au projet architectural et urbain et s'articule autour des problématiques issues des domaines suivants :
- arts et techniques de la représentation ;
- sciences humaines et sociales ;
- histoires et cultures architecturales ;
- villes et territoires ;
- sciences et techniques pour l'architecture ;
- théories et pratiques de la conception.

Le deuxième cycle conduit au diplôme d'État d'architecte (DEA) conférant équivalent au grade universitaire du Master. Il permet à l'étudiant d'approfondir sa maîtrise du projet architectural et urbain.
L'enseignement de ce deuxième cycle s'articule autour de quatre domaines d'études :
- ETEH (Éco-conception des Territoires et des espaces habités), anciennement Développement durable
- METAPHAUR (Mémoire et techniques de l'architecture du patrimoine habité urbain et rural), anciennement Patrimoine et culture
- EVAN (Entre ville, architecture et nature)
- REX ( Réalité, expériences)

## L'habilitation HMONP
Cette année d'habilitation aborde les règles et contraintes liées à l'exercice de mise en œuvre personnelle du projet. La formation doit permettre au titulaire du diplôme d'État d'architecte d'acquérir, d'approfondir, ou d'actualiser ses connaissances dans trois domaines spécifiques :
- les responsabilités personnelles du maître d'œuvre
- l'économie du projet
- les réglementations, les normes constructives, les usages

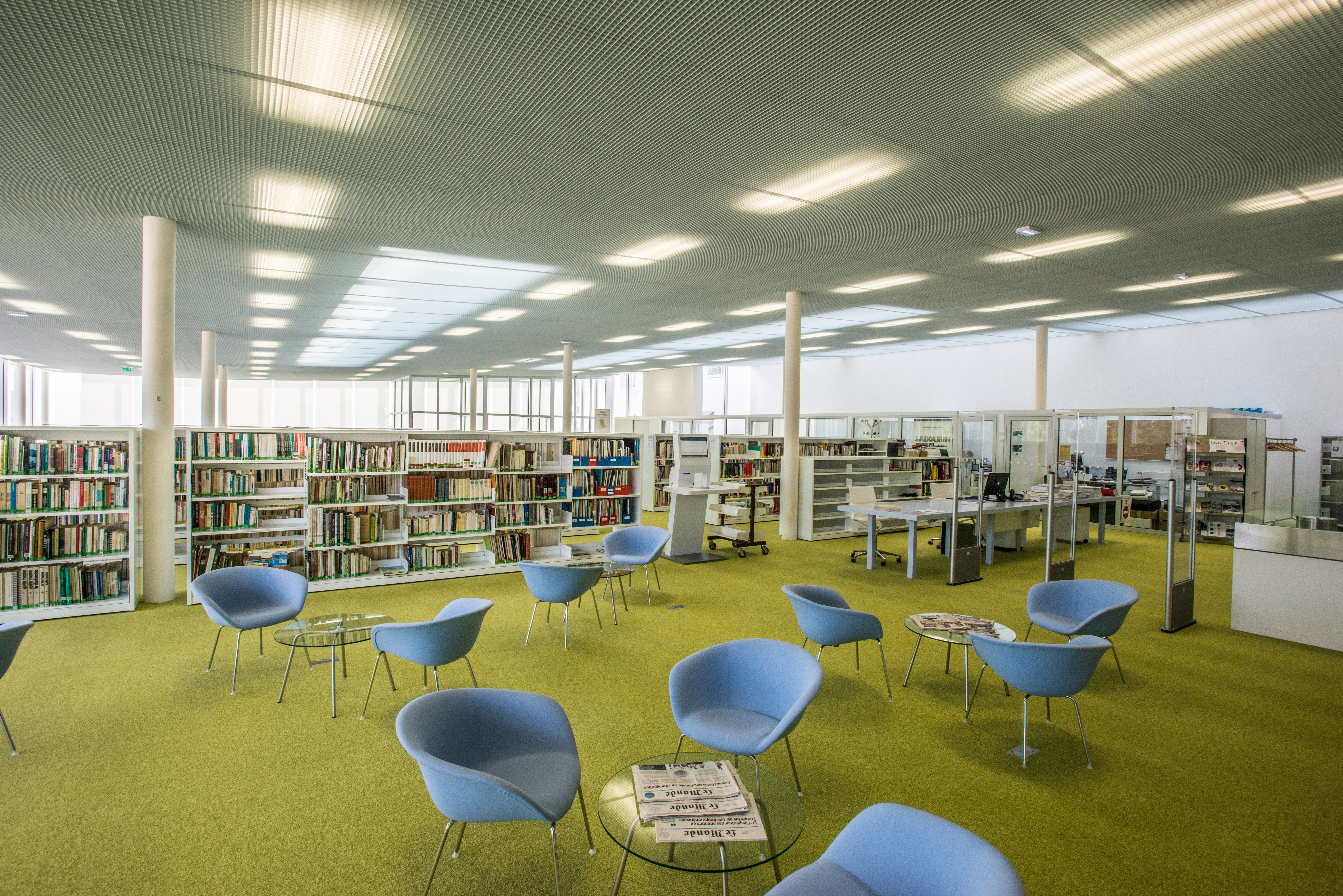
Médiathèque

Cette formation associe des enseignements théoriques délivrés au sein de l'école et une mise en situation professionnelle encadrées.
Au cours de cette année l'architecte diplômé d'État a le statut de salarié dans un organisme de maîtrise d'œuvre architectural ou urbaine.

## Associations
L'école nationale supérieure d'architecture de Clermont-Ferrand comprend sept associations étudiantes :
- Le BDE Archi : Bureau des étudiants
- Archi'Made : Junior entreprise
- Archirecycle : atelier de réparation de vélo
- ASA : Association sportive de l'ENSACF
- SOA - Sound of Architects : Musique
- Grand Angle : Audiovisuel, communication visuelle
- La COOP  : Coopérative d'achat de matériel nécessaire à l'architecture
- LACHARETTE : Aide au développement de projets intra et extra universitaires pour les étudiants.

## Double diplôme architecte et ingénieur
Le partenariat entre l'école d'architecture et l'école d'ingénieurs Polytech Clermont-Ferrand permet aux étudiants d'obtenir en sept années d'études le diplôme d'État d'architecte et le diplôme d'Ingénieur en Génie Civil.

## Double cursus STRATAM
L'ENSACF et l'Université Blaise Pascal proposent, aux étudiants de M1, un parcours pédagogique qui permet d'obtenir à la fin de l'année de M2 le diplôme d'État d'architecte et le Master STRATAM (sTRATégie d'AMénagement des villes petites et moyennes et de leurs territoires).

## Des échanges
Les études à l'ENSACF sont placées sous le signe des échanges et de la mobilité :
- échanges universitaires au sein d'enseignements avec différentes écoles d'ingénieurs, écoles d'arts et autres écoles d'architecture de France.
- participation aux activités expérimentales et pluridisciplinaires des Grands Ateliers de l'Isles d'Abeau.
- échanges internationaux dans le cadre des conventions Erasmus, Léonardo et conventions bipartites avec des établissements d'enseignement supérieur dans une vingtaine de pays (Allemagne, Espagne, Italie, Royaume-Uni, Bolivie, Canada, États-Unis, Mexique, Uruguay, Arménie, Liban.....)
- voyages d'études pour illustrer les différentes unités d'enseignements (au moins un voyage d'études par année d'enseignement).

## Modalité d'admission
- Les candidats préparant ou étant déjà titulaire du baccalauréat doivent s'inscrire via le portail internet "parcoursup".
- L'admission des élèves en première année de licence repose sur une épreuve orale à laquelle seront convoqués les candidats dont les dossiers de pré-inscription auront été retenus par une commission d'admissibilité.